# Société d'électrochimie
La Société électrochimique est une entreprise chimique et métallurgique vaudoise fondée en 1889 et disparue par fusion en 1916.

## Histoire

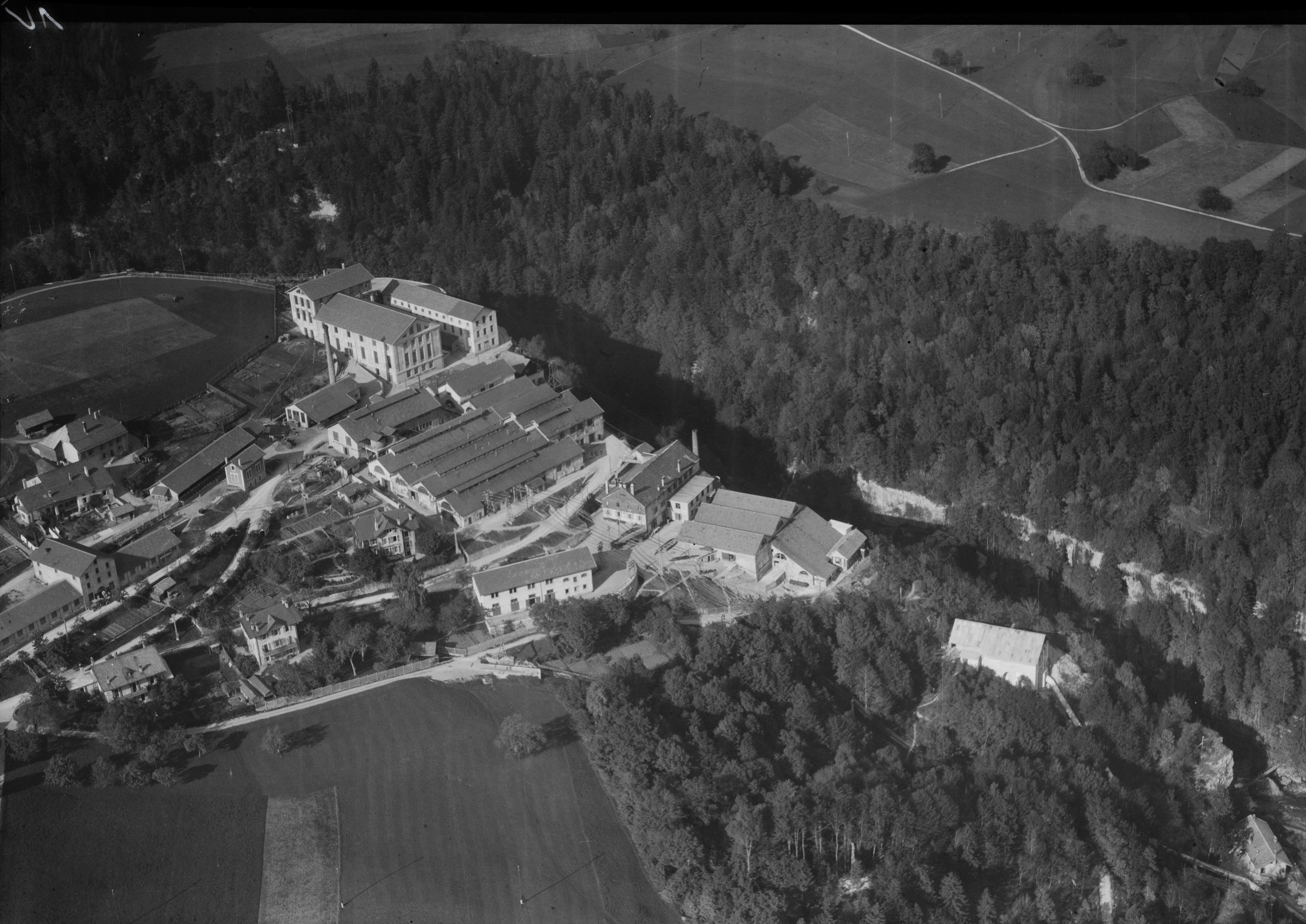
L'usine del Société électrochimique à Le Day. Image en 1931

La société est créée en 1889 par Henry Gall pour exploiter un procédé électrochimique de fabrication du chlorate de potassium. La mise au point du procédé est rendue difficile par le manque d'électricité fiable et économique. La production ne pouvait donc pas s'installer à proximité d'un port de la mer du Nord, où la commercialisation aurait été plus facile car il n'y avait pas de centrales électrique thermiques d'une capacité suffisante à l'époque. Avec l'aide du Suisse Anthelme Boucher, ingénieur électricien civil spécialisé spécialisé dans les équipements hydrauliques, la société exploite une chute dans le Jura vaudois à Le Day proche de Vallorbe pour produire l'électricité nécessaire pour l'opération de la première usine électrochimiques du monde. L'usine a commencé à produire en 1890.
La société reprend en 1900 l'usine des Clavaux, en Isère pour produire du sodium. En 1908 elle aussi exploite une chute à Martigny-Bourg où elle produit l'électricité pour produire du sodium. Elle réussit une importante augmentation de capital en 1913, avec l'aide de la Banque suisse et française, futur Crédit commercial de France, ce qui lui permet de lancer une série d'acquisitions. En 1914, elle exploite une chute à Fully, en Valais où elle produit également de l'électricité. Jusqu'en 1938, c'était la centrale électrique avec la chute la plus grande du monde. Le chute était 1643 m.
La société a fusionné avec La Volta lyonnaise en 1916, puis en 1919 avec la Société électro-métallurgique du Giffre de Jules Barut, et enfin en 1922 avec les Forges et Aciéries Paul Girod, pour créer une nouvelle société métallurgique, la Société d’électrochimie, d'électrométallurgie et des aciéries électriques d'Ugine (SECEMAEU), dirigée par Georges Painvin.